# Compagnia della Rancia
La Compagnia della Rancia è una società di produzione di musical italiana fondata da Saverio Marconi nel 1983.

## Storia
Nasce a Tolentino e dopo alcuni anni come compagnia teatrale di prosa, solo nel 1988 viene prodotto il primo musical, La piccola bottega degli orrori (Ashman e Menken), cui segue nel 1990 l'allestimento di A Chorus Line (Bennet, Kirkwood e Dante), versione italiana di uno dei più celebrati spettacoli di Broadway.
La serie dei musical prosegue nel 1995 con l'allestimento di West Side Story (Robbins, Bernstein, Sondheim), cui seguono Cantando sotto la pioggia (1996), Grease (Jacobs e Casey) nel 1997 (nel quale debutta in teatro Lorella Cuccarini, insieme a Cesare Bocci) e Sette spose per sette fratelli (1998).
La versione italiana di Hello, Dolly! (1999) ha come interpreti Loretta Goggi e Paolo Ferrari e la versione teatrale del celebre film A qualcuno piace caldo (2000), ha visto insieme sulla scena di un musical Alessandro Gassmann e Gianmarco Tognazzi, generalmente dediti al teatro di prosa; entrambi sono stati orchestrati da Pino Perris ed Enzo Campagnoli.
Il 2003 segna l'inizio della collaborazione tra Compagnia della Rancia e Gruppo ForumNet, che si concretizza inizialmente nella coproduzione, insieme alle Edizioni Larus SpA, del musical Pinocchio - Il grande musical e nella costruzione del Teatro della Luna a Milano; tra gli interpreti troviamo Manuel Frattini, Pietro Pignatelli, Lena Biolcati, Simona Patitucci, Roberto Nencini, Marco Brancato, Mauro Simone, e le musiche sono dei Pooh. Nel 2004, in collaborazione con Samarcanda, viene prodotta una versione minimalista di Pinocchio, esclusiva per i villaggi turistici. Nell'ottobre del 2006 realizza la versione italiana di Jesus Christ Superstar. Nell'estate 2009 la Compagnia della Rancia ha portato il musical Pinocchio a Seoul in Corea e, ad ottobre 2010, a New York, primo musical italiano dopo oltre 40 anni nella Grande Mela.
La Compagnia ha realizzato nel 2009-2010 il musical Cats di Andrew Lloyd Webber e tratto da delle poesie di Thomas Stearns Eliot, uno dei più grandi successi teatrali di tutti i tempi, per la prima volta in versione italiana, con la regia di Saverio Marconi e le coreografie di Daniel Ezralow.